# Terence Donovan
Pour les articles homonymes, voir Donovan.
Terence Donovan, né le 14 septembre 1936 à Stepney et mort le 22 novembre 1996 à Londres, est un photographe et réalisateur britannique.

## Biographie
Fils d'un chauffeur de camion, Terence Donovan fait des études de lithographie, mais est déjà attiré par la photographie de mode. Il est photographe dans l'armée puis devient l'assistant de John French (en).
Dans les années 1960, durant le Swinging London, Terence Donovan révolutionne la photographie de mode en redéfinissant la relation entre le photographe et son modèle. Il est le photographe du calendrier Pirelli de 1987. Réalisateur, il dirige plus de 3 000 vidéo-clips de musique de rock, dont le clip Addicted to Love du chanteur Robert Palmer en 1986, ainsi que des publicités télévisées.

### Vie privée
Terence Donovan se marie avec Janet Cohen. L'union, de courte durée, donne naissance à un fils, le musicien Dan Donovan (en). Divorcé, il se remarie avec Diana Dare qui est son épouse jusqu'à sa mort. De cette seconde union naissent deux enfants, l'actrice Daisy Donovan et Terry Donovan, l'un des fondateurs de l'éditeur de jeux vidéo Rockstar Games.
Terence Donovan, atteint d'une dépression nerveuse, se suicide par pendaison à Londres le 22 novembre 1996 à l'âge de soixante ans.